# Uckerseewiesen und Trockenhänge
Uckerseewiesen und Trockenhänge este o arie protejată (arie specială de conservare — SAC, sit de importanță comunitară — SCI) din Germania întinsă pe o suprafață de 119,65 ha, integral pe uscat.

## Localizare
Centrul sitului Uckerseewiesen und Trockenhänge este situat la coordonatele 53°14′28″N 13°48′35″E / 53.2411°N 13.8097°E.

## Înființare
Situl Uckerseewiesen und Trockenhänge a fost declarat sit de importanță comunitară în martie 2004.

## Biodiversitate
Situată în ecoregiunea continentală, aria protejată conține 5 habitate naturale: Pășuni continentale udate de apa mării, Lacuri eutrofice naturale cu vegetație de tip Magnopotamion sau Hydrocharition, Pajiști calcaroase din nisipuri xerice, Pajiști cu Molinia pe soluri calcaroase, turboase sau argilos-nămoloase (Molinion caeruleae), Mlaștini alcaline.
La baza desemnării sitului se află o specie protejată de  plante: Angelica palustris.